# Angiolo Fabbri
Angiolo Fabbri, detto Spagnoletto (Montemerano, 28 novembre 1824 – ...), è stato un fantino italiano, tre volte vincitore del Palio di Siena.

## Carriera
Spagnoletto debuttò in Piazza del Campo con il giubbetto dell'Onda il 15 agosto 1856, al Palio di recupero della carriera dell'Assunta dell'anno precedente, non svoltasi per un'epidemia di colera. Malgrado fosse all'esordio, colse subito la vittoria, al termine di un duello con l'esperto Stralanchi, fantino dell'Istrice.
Due giorni dopo, corse l'ordinario Palio di agosto con la Pantera, per poi disputare ambedue le carriere del 1857 di nuovo con i colori ondaioli.
Al Palio di luglio del 1858, Spagnoletto, da fantino della Giraffa, sfiorò la seconda vittoria: liberatosi dall'iniziale ostacolo del montonaiolo Paolaccino, raggiunse all'ultima curva del Casato l'Oca, in testa fin dalla mossa, ma fu tenuto dietro a nerbate da Gano di Catera, portacolori di Fontebranda.
Dopo aver corso ad agosto proprio nel Valdimontone e aver mancato il Palio straordinario del 27 aprile 1860, Spagnoletto raggiunse l'apice della sua carriera paliesca.
Quell'anno vinse infatti i due Palii ordinari dopo averli ambedue condotti sin dalla mossa, a luglio con il giubbetto del Leocorno e ad agosto con i colori dell'Istrice, in quest'ultimo caso malgrado fosse febbricitante.
Ma il "cappotto personale" segnò anche l'inizio della parabola discendente di Spagnoletto.
Al Palio di Provenzano del 1861, anticipato a domenica 2 giugno, data della Festa nazionale dello Statuto Albertino, corse per il favorito Nicchio, ma ebbe la peggio in una battaglia a colpi di nerbo con l'ocaiolo Paolaccino.
Un anno dopo, il 1º giugno 1862, Spagnoletto corse nella Chiocciola, e si trovò nuovamente a contendersi il Palio nelle posizioni di vertice. Dopo aver raggiunto all'ultimo giro la battistrada Torre, fu agguantato per la vita dal fantino di quest'ultima Manciano, che afferrò pure le briglie del barbero chiocciolino. I due cavalli finirono per fermarsi alla curva del Casato, così favorendo l'Istrice, con Figlio di Bonino, che passò Chiocciola e Torre e vinse il Palio.
Il successivo 28 settembre, al Palio straordinario indetto per la X Riunione degli scienziati italiani, Spagnoletto vestì proprio il giubbetto dell'Istrice e prese parte alla lotta di testa con Mascherino nell' Oca e Bachicche nell'Onda, che alfine ebbe la meglio.
Spagnoletto corse un'ultima volta in Piazza il 3 luglio 1864, ancora per l'Istrice, per poi chiudere definitivamente la propria carriera al Palio di Siena.

## Presenze al Palio di Siena
Le vittorie sono evidenziate ed indicate in neretto.
| Palio             | Contrada     | Cavallo                   | Note |
| ----------------- | ------------ | ------------------------- | ---- |
| 15 agosto 1856    | Onda         | Morello di M. Guglielmi   |      |
| 17 agosto 1856    | Pantera      | Morello di M. Guglielmi   |      |
| 2 luglio 1857     | Onda         | Baio di P. Bandini        |      |
| 16 agosto 1857    | Onda         | Morello di G. Pasciarelli |      |
| 4 luglio 1858     | Giraffa      | Baio di G. Ciabattini     |      |
| 16 agosto 1858    | Valdimontone | Baio di M. Amaddii        |      |
| 2 luglio 1860     | Leocorno     | Baio di G. Merlotti       |      |
| 16 agosto 1860    | Istrice      | Baio di G. Merlotti       |      |
| 2 giugno 1861     | Nicchio      | Baio di A. Cappelli       |      |
| 1º giugno 1862    | Nicchio      | Baio di M. Guglielmi      |      |
| 28 settembre 1862 | Istrice      | Baio di G. Ciabattini     |      |
| 3 luglio 1864     | Istrice      | Morello di C. Delli       |      |